# خطوط فولجا دنيبر الجوية
خطوط فولجا دنيبر الجوية هي شركة طيران مقرها في أوليانوفسك، روسيا. تتخصص في تقديم خدمات النقل الجوي، بأسطول طائرات يتكون من عشر طائرات أن 124 و خمس إليوشن إي أل-76.